# Chlamydomonas
Genre
Chlamydomonas est un genre d’algues vertes de la famille des Chlamydomonadaceae. 
Ces algues unicellulaire minuscules (d'une taille de 10 µm environ[réf. nécessaire]) sont munies de deux flagelles, et d'un chloroplaste unique en forme de cloche leur permettant d'opérer la photosynthèse.
Depuis les années 1960, l'espèce Chlamydomonas reinhardtii est un organisme modèle, de plus en plus utilisé en recherche fondamentale et appliquée, notamment pour étudier les gènes et mécanismes moléculaires impliqués dans la photosynthèse, la nutrition ou encore la motilité des flagelles. Au début des années 2000, la caractérisation des molécules channelrhodopsine et leur transfert dans un vecteur viral capable d'infecter des neurones et donc de les rendre photosensibles fut à l'origine de la technique d'optogénétique qui joue un rôle grandissant dans les progrès des neurosciences. 
C'est un des genres retenus pour la production éventuelle de biocarburants (hydrogène ou hydrocarbure) par des algues[réf. nécessaire]. Son génome dont le décryptage a été terminé en 2004 est atypique, combinant des caractéristiques de végétaux et d’autres propres aux espèces animales. Plusieurs équipes scientifiques cherchent maintenant à associer les gènes qui le composent à des fonctions (dont production d'hydrogène). Un article publié dans Science a fait un premier point sur ce thème et un article éclaire le mécanisme de biosynthèse de l'hydrogène à partir de « donneurs d'électron » qui ne sont pas seulement les molécules d'eau, avec un mécanisme dépendant de la lumière, basé sur une enzyme dite déshydrogénase de type II et nommée Nda2. 

## Liste d'espèces
Selon AlgaeBase (5 mai 2013) :
- Chlamydomonas aalesundensis (N.Wille) A.Pascher
- Chlamydomonas abbreviata Skvortzov
- Chlamydomonas acidophila Negoro
- Chlamydomonas acies H.Ettl
- Chlamydomonas actinochloris Deason & H.C.Bold
- Chlamydomonas aculeata (Pascher) Korshikov ex H. Ettl
- Chlamydomonas acuminata Skuja
- Chlamydomonas acuta Korshikov
- Chlamydomonas acutata Korshikov
- Chlamydomonas acuteovalis G.E.Huber-Pestalozzi (Sans vérification)
- Chlamydomonas acutiformis Pascher & Jahoda
- Chlamydomonas acutissima Pascher
- Chlamydomonas aequabilis Skuja
- Chlamydomonas aestivata Skvortzov (Sans vérification)
- Chlamydomonas africana F.E.Fritsch & M.F.Rich (Sans vérification)
- Chlamydomonas agametos (F.Moewus) Kuhn & I.Löw (Sans vérification)
- Chlamydomonas agloeformis Pascher
- Chlamydomonas akimovii Vaulina, Dorogostajskaja, Noviczkova & Sdobnikova
- Chlamydomonas alaskensis Skuja (Sans vérification)
- Chlamydomonas alata F.J.Cohn
- Chlamydomonas alata L.S.Péterfi (Sans vérification)
- Chlamydomonas alatapapilla J.Schiller (Sans vérification)
- Chlamydomonas albo-viridis F.Stein (Sans vérification)
- Chlamydomonas allensworthii Starr, Marner & Jaenicke
- Chlamydomonas allorgei P.Bourrelly (Sans vérification)
- Chlamydomonas alpina (Wille) Playfair
- Chlamydomonas altera Skuja
- Chlamydomonas alveolata A.Pascher (Sans vérification)
- Chlamydomonas ambigua Gerloff
- Chlamydomonas ametastatos F.Moewus (Sans vérification)
- Chlamydomonas amici-mei Ettl
- Chlamydomonas amoena G.E.Huber-Pestalozzi (Sans vérification)
- Chlamydomonas amplissima H.Kufferath (Sans vérification)
- Chlamydomonas ampulla Skvortzov (Sans vérification)
- Chlamydomonas anglica (G.S.West) A.Pascher (Sans vérification)
- Chlamydomonas angulosa O.Dill
- Chlamydomonas annulata Nygaard
- Chlamydomonas antarcticus N.Wille (Sans vérification)
- Chlamydomonas anticontata J.Schiller
- Chlamydomonas anulata Nygaard
- Chlamydomonas anuraea Korshikov
- Chlamydomonas anuraeae Korshikov (Sans vérification)
- Chlamydomonas apex A.Pascher (Sans vérification)
- Chlamydomonas apiangulata H.J.Hu
- Chlamydomonas apicala Skvortzov
- Chlamydomonas apiculata A.Pascher (Sans vérification)
- Chlamydomonas apiocystiformis A.Artari
- Chlamydomonas appendiculata Deason & Bold
- Chlamydomonas applanata Pringsheim
- Chlamydomonas arachne A.Pascher (Sans vérification)
- Chlamydomonas arctoalpina Skuja
- Chlamydomonas areolata Skvortzov (Sans vérification)
- Chlamydomonas armata Skvortzov (Sans vérification)
- Chlamydomonas asiatica Skvortzov (Sans vérification)
- Chlamydomonas asterosperma N.G.Lagerheim (Sans vérification)
- Chlamydomonas astigmata M.W.Spargo
- Chlamydomonas asymmetrica Korshikov
- Chlamydomonas atactogama Korshikov (Sans vérification)
- Chlamydomonas attenuata A.Pascher (Sans vérification)
- Chlamydomonas augustae Skuja
- Chlamydomonas autumnalis Skuja
- Chlamydomonas bacca Ettl
- Chlamydomonas baccata Skvortzov
- Chlamydomonas bacillaris R.Grandori & L.Grandori
- Chlamydomonas bacillus Pascher & R.Jahoda
- Chlamydomonas badensis F.Moewus (Sans vérification)
- Chlamydomonas badensis Moewus
- Chlamydomonas ballenyana E.Kol
- Chlamydomonas basimaculata A.Pascher & R.Jahoda
- Chlamydomonas basistellata A.Pascher (Sans vérification)
- Chlamydomonas basistigmata F.Moewus (Sans vérification)
- Chlamydomonas bella A.Pascher (Sans vérification)
- Chlamydomonas bergii G.Nygaard (Sans vérification)
- Chlamydomonas bernardinensis R.Chodat (Sans vérification)
- Chlamydomonas biarticulata Skvortzov (Sans vérification)
- Chlamydomonas bicaudata L.Moewus
- Chlamydomonas bichlora A.Pascher & R.Jahoda (Sans vérification)
- Chlamydomonas biciliata (A.Pascher)Korshikov (Sans vérification)
- Chlamydomonas bicocca Pascher
- Chlamydomonas biconica A.Pascher
- Chlamydomonas biconvexa A.Pascher (Sans vérification)
- Chlamydomonas bifrons Skvortzov (Sans vérification)
- Chlamydomonas bilatus H.Ettl
- Chlamydomonas bipapillata Ettl
- Chlamydomonas bipartita A.Pascher (Sans vérification)
- Chlamydomonas biverruca A.Pascher (Sans vérification)
- Chlamydomonas blatnensis H.Ettl (Sans vérification)
- Chlamydomonas boldii Ettl
- Chlamydomonas bolyaiana Kol
- Chlamydomonas botryodes K.Strehlow (Sans vérification)
- Chlamydomonas botryopara Rodhe & Skuja
- Chlamydomonas botrys A.Pascher (Sans vérification)
- Chlamydomonas botulus H.Ettl (Sans vérification)
- Chlamydomonas bourrellyi H.Ettl
- Chlamydomonas brachyura G.S.West (Sans vérification)
- Chlamydomonas brannonii E.G.Pringsheim (Sans vérification)
- Chlamydomonas breviciliata Korshikov (Sans vérification)
- Chlamydomonas brezoviensis H.Ettl (Sans vérification)
- Chlamydomonas bullata Skvortzov (Sans vérification)
- Chlamydomonas bullosa Butcher (Sans vérification)
- Chlamydomonas burchallii Skvortzov (Sans vérification)
- Chlamydomonas bursiculaeformis Skvortzov
- Chlamydomonas calatelensis (Péterfi) H.Ettl
- Chlamydomonas calcicola Fritsch & John
- Chlamydomonas callosa Gerloff
- Chlamydomonas callunae H.Ettl
- Chlamydomonas calyptrata H.Ettl (Sans vérification)
- Chlamydomonas calyptrocarpa G.Nygaard (Sans vérification)
- Chlamydomonas capitata A.Scherffel & A.Pascher (Sans vérification)
- Chlamydomonas capitis G.Nygaard (Sans vérification)
- Chlamydomonas caput-sepiae A.Pascher (Sans vérification)
- Chlamydomonas carolii Ettl
- Chlamydomonas carpatica H.Ettl
- Chlamydomonas carrizoensis Deason & H.C.Bold
- Chlamydomonas caucasica E.Kol
- Chlamydomonas caudata Wille
- Chlamydomonas cava Skvortzov (Sans vérification)
- Chlamydomonas cavanillesiana P.González
- Chlamydomonas celerrima A.Pascher (Sans vérification)
- Chlamydomonas chadefaudii Bourrelly
- Chlamydomonas characioides Korshikov
- Chlamydomonas chlamydogama Bold
- Chlamydomonas chlorastera Ettl
- Chlamydomonas chlorogoniella (Sans vérification)
- Chlamydomonas chlorogonioides A.Pascher & R.Jahoda (Sans vérification)
- Chlamydomonas chlorolobata H.Ettl (Sans vérification)
- Chlamydomonas chodati A.Pascher (Sans vérification)
- Chlamydomonas cholnokii Skvortzov (Sans vérification)
- Chlamydomonas christensenii H.Ettl (Sans vérification)
- Chlamydomonas chrysomonadis B.Fott (Sans vérification)
- Chlamydomonas cienkowskii Schmidel
- Chlamydomonas cistula Skvortzov (Sans vérification)
- Chlamydomonas citriformis Scherffel & Pascher
- Chlamydomonas clavata G.Nygaard (Sans vérification)
- Chlamydomonas closter A.Pascher (Sans vérification)
- Chlamydomonas coccoides Butcher
- Chlamydomonas compacta Skvortzov (Sans vérification)
- Chlamydomonas complanata A.Pascher
- Chlamydomonas completa A.Pascher (Sans vérification)
- Chlamydomonas composita Pascher
- Chlamydomonas concinna Gerloff
- Chlamydomonas concordia J.C.Green, Neuville & Daste
- Chlamydomonas concrescens A.Pascher (Sans vérification)
- Chlamydomonas confinis Skuja (Sans vérification)
- Chlamydomonas conica P.A.Dangeard
- Chlamydomonas coniformis A.Pascher (Sans vérification)
- Chlamydomonas conjungens A.Pascher (Sans vérification)
- Chlamydomonas conochilae M.O.P.Iyengar (Sans vérification)
- Chlamydomonas conocylindrus Pascher
- Chlamydomonas conoides M.O.P.Iyengar (Sans vérification)
- Chlamydomonas constricta A.Pascher (Sans vérification)
- Chlamydomonas contexa G.Nygaard (Sans vérification)
- Chlamydomonas conversa Korshikov
- Chlamydomonas convexa A.Pascher (Sans vérification)
- Chlamydomonas convexa Skvortzov (Sans vérification)
- Chlamydomonas cordiformis (H.J.Carter) J.A.O.Bütschli (Sans vérification)
- Chlamydomonas cornuta H.R.Christen (Sans vérification)
- Chlamydomonas corrosa Pascher & Jahoda
- Chlamydomonas corticata H.Ettl & O.Ettl (Sans vérification)
- Chlamydomonas corticatiformis L.Péterfi
- Chlamydomonas costata Korshikov
- Chlamydomonas crassa H.R.Christen
- Chlamydomonas crassicauda (Korshikov) Korshikov (Sans vérification)
- Chlamydomonas cristata D.Vodenicarov & I.Kirjanov
- Chlamydomonas cucculata A.Pascher & R.Jahoda (Sans vérification)
- Chlamydomonas cuneata (J.Schiller) J.H.Gerloff (Sans vérification)
- Chlamydomonas curvicauda A.Pascher & V.Czurda (Sans vérification)
- Chlamydomonas cyanea J.Schiller (Sans vérification)
- Chlamydomonas cylindrica Chodat
- Chlamydomonas cylindrocystiformis M.O.P.Iyengar (Sans vérification)
- Chlamydomonas cylindrus J.H.Gerloff (Sans vérification)
- Chlamydomonas dactylococcoides A.Scherffel & A.Pascher (Sans vérification)
- Chlamydomonas dalecarlica Skuja
- Chlamydomonas damasii Pascher
- Chlamydomonas dangeardi Skvortzov (Sans vérification)
- Chlamydomonas dangeardiana G.E.Huber-Pestalozzi (Sans vérification)
- Chlamydomonas dangeardii Chmilinski
- Chlamydomonas danica H.Ettl
- Chlamydomonas dauciformis H.Ettl (Sans vérification)
- Chlamydomonas de-baryana I.N.Gorozhankin (Sans vérification)
- Chlamydomonas debaryana Goroschankin
- Chlamydomonas decipiens A.Pascher (Sans vérification)
- Chlamydomonas deludens H.R.Christen (Sans vérification)
- Chlamydomonas depressa Skuja
- Chlamydomonas desmidii P.Kugrens & S.G.Delivopoulos
- Chlamydomonas detata A.Pascher (Sans vérification)
- Chlamydomonas dictyosphaeriae M.O.P.Iyengar (Sans vérification)
- Chlamydomonas difficilis A.Pascher (Sans vérification)
- Chlamydomonas diffusa A.Pascher (Sans vérification)
- Chlamydomonas dilatata Skvortzov (Sans vérification)
- Chlamydomonas dillii P.Dangeard
- Chlamydomonas dinobryoni G.M.Smith
- Chlamydomonas discifera A.Pascher (Sans vérification)
- Chlamydomonas dissimilis Skvortzov (Sans vérification)
- Chlamydomonas distracta A.Pascher (Sans vérification)
- Chlamydomonas doliolum A.Pascher (Sans vérification)
- Chlamydomonas dorsiventralis F.E.Fritsch & M.F.Rich
- Chlamydomonas dorsoventralis Pascher
- Chlamydomonas dresdensis F.Moewus (Sans vérification)
- Chlamydomonas duplex Skuja
- Chlamydomonas durbanica Skvortzov (Sans vérification)
- Chlamydomonas ehrenbergii Gorozhankin
- Chlamydomonas elegans G.S.West
- Chlamydomonas elliptica Korshikov
- Chlamydomonas elongatum (P.C.A.Dangeard) J.N.F.Wille (Sans vérification)
- Chlamydomonas emaculata P.C.Silva
- Chlamydomonas endogloea Skuja (Sans vérification)
- Chlamydomonas enteromorphae R.Brabez (Sans vérification)
- Chlamydomonas epibiotica H.Ettl
- Chlamydomonas epiphytica I.A.Kisselev (Sans vérification)
- Chlamydomonas epizootica Korshikov (Sans vérification)
- Chlamydomonas epsilon Moewus
- Chlamydomonas eradians A.Pascher (Sans vérification)
- Chlamydomonas eriense K.H.O.Printz (Sans vérification)
- Chlamydomonas ettlii B.Fott (Sans vérification)
- Chlamydomonas euchlorum (Ehrenberg) N.Wille (Sans vérification)
- Chlamydomonas eudorinae M.O.P.Iyengar (Sans vérification)
- Chlamydomonas eudorineae M.O.P.Iyengar (Sans vérification)
- Chlamydomonas euglenaeformis J.Schiller (Sans vérification)
- Chlamydomonas eupapillata Moewus
- Chlamydomonas euryale R.A.Lewin
- Chlamydomonas eustigma Ettl
- Chlamydomonas eustigmata H.Ettl (Sans vérification)
- Chlamydomonas excentrica G.Nygaard (Sans vérification)
- Chlamydomonas fallax A.Pascher (Sans vérification)
- Chlamydomonas fasciata H.Ettl (Sans vérification)
- Chlamydomonas fenestrata L.A.Whitford (Sans vérification)
- Chlamydomonas ferrophila H.Ettl (Sans vérification)
- Chlamydomonas fiscina A.Pascher (Sans vérification)
- Chlamydomonas fissa A.Pascher (Sans vérification)
- Chlamydomonas flavovirens J.T.Rostafinski
- Chlamydomonas flosaquae R.Brabez
- Chlamydomonas flosculariae Korshikov
- Chlamydomonas fluvialis Skvortzov (Sans vérification)
- Chlamydomonas fonticola R.Brabez (Sans vérification)
- Chlamydomonas foraminata Behre & Schwabe
- Chlamydomonas formosissima A.Pascher (Sans vérification)
- Chlamydomonas fossalis W.Conrad & H.Kufferath (Sans vérification)
- Chlamydomonas fottii J.M.King
- Chlamydomonas foveola Skvortzov (Sans vérification)
- Chlamydomonas foveolarum Skuja (Sans vérification)
- Chlamydomonas foveolata Skvortzov (Sans vérification)
- Chlamydomonas fragilis Skvortzov (Sans vérification)
- Chlamydomonas franki A.Pascher (Sans vérification)
- Chlamydomonas franzei Schmidle (Sans vérification)
- Chlamydomonas friedmannii H.Ettl (Sans vérification)
- Chlamydomonas frigida Skuja (Sans vérification)
- Chlamydomonas fritschiana A.Pascher (Sans vérification)
- Chlamydomonas fungicola Puymaly
- Chlamydomonas fusus H.Ettl (Sans vérification)
- Chlamydomonas gallica (Bourrelly) H.Ettl (Sans vérification)
- Chlamydomonas geminata A.Pascher (Sans vérification)
- Chlamydomonas gerloffii Ettl
- Chlamydomonas gibberula A.Pascher (Sans vérification)
- Chlamydomonas glacialis N.G.Lagerheim (Sans vérification)
- Chlamydomonas glans A.Pascher (Sans vérification)
- Chlamydomonas globosa J.W.Snow
- Chlamydomonas globulosa Perty
- Chlamydomonas gloeogama Korshikov
- Chlamydomonas gloeopara Rodhe & Skuja
- Chlamydomonas gloeophila Skuja
- Chlamydomonas gordalensis J.W.G.Lund
- Chlamydomonas goroschankini V.Chmielevsky (Sans vérification)
- Chlamydomonas gracilis J.Snow
- Chlamydomonas grandis F.Stein (Sans vérification)
- Chlamydomonas grandistigma Mitra
- Chlamydomonas granulata L.S.Péterfi
- Chlamydomonas granulosa Skvortzov (Sans vérification)
- Chlamydomonas gregaria Butcher (Sans vérification)
- Chlamydomonas grintzescui L.Péterfi
- Chlamydomonas grovei G.S.West
- Chlamydomonas guizhounensis H.J.Hu & L.M.Luo
- Chlamydomonas gutta A.Pascher (Sans vérification)
- Chlamydomonas gymnogyne A.Pascher
- Chlamydomonas gyroides A.Pascher (Sans vérification)
- Chlamydomonas gyrus Pascher
- Chlamydomonas haematococcoides Pascher & Jahoda
- Chlamydomonas hallensis F.Moewus
- Chlamydomonas halophila Francé
- Chlamydomonas halophila R.H.Francé (Sans vérification)
- Chlamydomonas hartmanni F.Moewus (Sans vérification)
- Chlamydomonas hebes Pascher
- Chlamydomonas hedleyi J.J.Lee, L.J.Crockett, J.Hagen & R.Stone
- Chlamydomonas heimii (P.Bourrelly) H.Ettl (Sans vérification)
- Chlamydomonas hemigymnos L.Moewus
- Chlamydomonas hennessyi Skvortzov (Sans vérification)
- Chlamydomonas heterogama Gerloff
- Chlamydomonas heverlensis W.Conrad (Sans vérification)
- Chlamydomonas hexangularis M.O.P.Iyengar (Sans vérification)
- Chlamydomonas hiberna G.E.Huber-Pestalozzi (Sans vérification)
- Chlamydomonas hiemalis R.Brabez (Sans vérification)
- Chlamydomonas holdereri Schmidle (Sans vérification)
- Chlamydomonas hovassei P.Bourrelly (Sans vérification)
- Chlamydomonas huberi H.Ettl (Sans vérification)
- Chlamydomonas hyalina F.J.Cohn (Sans vérification)
- Chlamydomonas hyalina R.H.Francé (Sans vérification)
- Chlamydomonas hydra H.Ettl
- Chlamydomonas hydrae T.Itô
- Chlamydomonas hypermaculata H.Ettl
- Chlamydomonas hyperpapillata J.Schiller
- Chlamydomonas hyperstigmata H.Ettl
- Chlamydomonas hypolimnica Skuja (Sans vérification)
- Chlamydomonas imitans A.Pascher (Sans vérification)
- Chlamydomonas immobilis Korshikov (Sans vérification)
- Chlamydomonas inaequalis A.Pascher & R.Jahoda
- Chlamydomonas incerta Pascher
- Chlamydomonas incisa Korshikov
- Chlamydomonas inconstans A.Pascher (Sans vérification)
- Chlamydomonas incrassata R.Brabez (Sans vérification)
- Chlamydomonas incurva A.Pascher (Sans vérification)
- Chlamydomonas incurvata A.Pascher (Sans vérification)
- Chlamydomonas inermis H.Ettl (Sans vérification)
- Chlamydomonas inertis Korshikov
- Chlamydomonas inflexa Pringsheim
- Chlamydomonas inhabilis A.Pascher (Sans vérification)
- Chlamydomonas insana A.Pascher (Sans vérification)
- Chlamydomonas insolita Skuja
- Chlamydomonas intermedia Chodat
- Chlamydomonas intermedius R.H.Chodat (Sans vérification)
- Chlamydomonas inversa Pascher
- Chlamydomonas involucrata Skvortzov (Sans vérification)
- Chlamydomonas irregularis L.Moewus
- Chlamydomonas isabeliensis J.M.King
- Chlamydomonas isogama Korshikov
- Chlamydomonas iyengari A.K.Mitra (Sans vérification)
- Chlamydomonas jemtlandica Skuja (Sans vérification)
- Chlamydomonas kakosmos Moewus
- Chlamydomonas kirchneriellae M.O.P.Iyengar (Sans vérification)
- Chlamydomonas klebsii A.Pascher (Sans vérification)
- Chlamydomonas kleinii Schmidle
- Chlamydomonas klinobasis Skuja
- Chlamydomonas kniepii Moewus
- Chlamydomonas kochii H.Ettl (Sans vérification)
- Chlamydomonas koishikavensis H.Nakano (Sans vérification)
- Chlamydomonas komarekii H.Ettl
- Chlamydomonas komma Pascher
- Chlamydomonas komma Skuja
- Chlamydomonas koprophilos A.Pascher (Sans vérification)
- Chlamydomonas kronauensis H.Ettl (Sans vérification)
- Chlamydomonas kuteinikowii Goroschankin
- Chlamydomonas kuwadae Gerloff
- Chlamydomonas kvildensis H.Ettl
- Chlamydomonas lacustris L.S.Péterfi
- Chlamydomonas laeve Skvortzov (Sans vérification)
- Chlamydomonas lagenula A.Pascher (Sans vérification)
- Chlamydomonas languida A.Pascher (Sans vérification)
- Chlamydomonas lapponica Skuja
- Chlamydomonas lata W.Conrad (Sans vérification)
- Chlamydomonas lateralis Skuja
- Chlamydomonas lateritia (V.B.Wittrock) N.G.Lagerheim (Sans vérification)
- Chlamydomonas latifrons Nygaard
- Chlamydomonas leiostraca (Strehlow) H.Ettl
- Chlamydomonas lenta A.Pascher (Sans vérification)
- Chlamydomonas leptobasis Skuja (Sans vérification)
- Chlamydomonas leptochaete L.Moewus
- Chlamydomonas leptos F.Moewus
- Chlamydomonas lewinii Ettl
- Chlamydomonas libera Skvortzov (Sans vérification)
- Chlamydomonas libonica H.J.Hu & L.M.Luo
- Chlamydomonas limosa A.Pascher
- Chlamydomonas lismorensis Playfair
- Chlamydomonas lobulata H.Ettl
- Chlamydomonas longeciliata A.Pascher (Sans vérification)
- Chlamydomonas longeovalis A.Pascher (Sans vérification)
- Chlamydomonas longirubra A.Pascher (Sans vérification)
- Chlamydomonas longistigma O.Dill
- Chlamydomonas loricata A.Pascher (Sans vérification)
- Chlamydomonas lunata Pascher & R.Jahoda
- Chlamydomonas lunata Skvortzov
- Chlamydomonas lunatopyrenoidea G.E.Huber-Pestalozzi (Sans vérification)
- Chlamydomonas lundii H.Ettl & O.Ettl
- Chlamydomonas lunulatiformis L.Péterfi
- Chlamydomonas macroplastida Lund
- Chlamydomonas macropyrenoidosa Skuja
- Chlamydomonas macrostellata J.W.G.Lund
- Chlamydomonas macrostigma A.Pascher
- Chlamydomonas madraspatensis M.O.P.Iyengar
- Chlamydomonas magnusii J.Reinke
- Chlamydomonas magurensis L.Péterfi
- Chlamydomonas manshurica Skvortzov (Sans vérification)
- Chlamydomonas maramuresensis L.Péterfi
- Chlamydomonas marina F.J.Cohn (Sans vérification)
- Chlamydomonas marsupium H.Ettl (Sans vérification)
- Chlamydomonas marvanii Ettl
- Chlamydomonas matwienkoi H.Ettl
- Chlamydomonas media Klebs
- Chlamydomonas mediocris Skuja (Sans vérification)
- Chlamydomonas mediostigmata H.R.Christen (Sans vérification)
- Chlamydomonas melanospora R.A.Lewin
- Chlamydomonas meslinii Bourrelly
- Chlamydomonas metapyrenigera Skuja
- Chlamydomonas metastigma F.Stein
- Chlamydomonas meyeri Skvortzov (Sans vérification)
- Chlamydomonas microcystiae M.O.P.Iyengar (Sans vérification)
- Chlamydomonas microhalophila H.W.Bischoff
- Chlamydomonas micropapillata Moewus
- Chlamydomonas microscopica G.S.West
- Chlamydomonas microsphaera Pascher & Jahoda
- Chlamydomonas microsphaera f.minor M.O.P.Iyengar (Sans vérification)
- Chlamydomonas microsphaerella Pascher & Jahoda
- Chlamydomonas mikroplankton J.Reinke
- Chlamydomonas mimina J.Schiller (Sans vérification)
- Chlamydomonas minor Skvortzov (Sans vérification)
- Chlamydomonas minuta Pringsheim
- Chlamydomonas minutissima Korshikov
- Chlamydomonas moewusii Gerloff
- Chlamydomonas montana Romanenko
- Chlamydomonas monticola S.Watanabe
- Chlamydomonas moorei M.W.Spargo (Sans vérification)
- Chlamydomonas mucicola Schmidle
- Chlamydomonas muciphila H.Ettl
- Chlamydomonas multigranulis H.J.Hu & L.M.Luo
- Chlamydomonas multipes A.Pascher
- Chlamydomonas multiplex Skvortzov
- Chlamydomonas multipyrenoidosa M.O.P.Iyengar
- Chlamydomonas multitaeniata Korschikov
- Chlamydomonas muriella Lund
- Chlamydomonas muscicola Korshikov (Sans vérification)
- Chlamydomonas musculus A.Pascher (Sans vérification)
- Chlamydomonas mutabilis Gerloff
- Chlamydomonas nannostigma G.E.Huber-Pestalozzi (Sans vérification)
- Chlamydomonas napocensis L.Péterfi
- Chlamydomonas nastrochloris J.Schiller (Sans vérification)
- Chlamydomonas nasus A.Pascher (Sans vérification)
- Chlamydomonas nasuta Korshikov
- Chlamydomonas navicularis J.Schiller (Sans vérification)
- Chlamydomonas neoplanoconvexa T.Nakada & M.Tomita
- Chlamydomonas nephroidea H.J.Hu & L.M.Luo
- Chlamydomonas nitens Skuja
- Chlamydomonas nivalis (F.A.Bauer) Wille
- Chlamydomonas noctigama Korschikov
- Chlamydomonas nonpulsata Butcher
- Chlamydomonas nova Skuja
- Chlamydomonas novaezealandiae G.I.Playfair
- Chlamydomonas nygaardii B.Fott (Sans vérification)
- Chlamydomonas obergurglii H.Ettl (Sans vérification)
- Chlamydomonas obesa Ettl
- Chlamydomonas obliqua Skvortzov (Sans vérification)
- Chlamydomonas oblonga Pringsheim
- Chlamydomonas oblonga Skvortzov
- Chlamydomonas oblongella J.W.G.Lund
- Chlamydomonas oblusa A.K.H.Braun (Sans vérification)
- Chlamydomonas obovata M.O.P.Iyengar
- Chlamydomonas oboviformis H.J.Hu & Y.X.Wei
- Chlamydomonas obscura A.Pascher (Sans vérification)
- Chlamydomonas obtusa A.Braun
- Chlamydomonas obtusata Korshikov (Sans vérification)
- Chlamydomonas obversa A.Pascher (Sans vérification)
- Chlamydomonas ocellata Skvortzov
- Chlamydomonas oleosa G.Nygaard (Sans vérification)
- Chlamydomonas olifaniae Korshikov
- Chlamydomonas oligochloris A.Pascher & R.Jahoda (Sans vérification)
- Chlamydomonas oligothermica Huber Pestalozzi
- Chlamydomonas oocysticola M.O.P.Iyengar (Sans vérification)
- Chlamydomonas operuclata F.Stein (Sans vérification)
- Chlamydomonas opisthostigma H.R.Christen
- Chlamydomonas opulenta A.Pascher (Sans vérification)
- Chlamydomonas orbicularis Pringsheim
- Chlamydomonas oscillans A.Pascher (Sans vérification)
- Chlamydomonas ovalis Korshikov
- Chlamydomonas ovalis Pascher
- Chlamydomonas ovata P.A.Dangeard
- Chlamydomonas oviformis Pringsheim
- Chlamydomonas pachychlamys A.Pascher & R.Jahoda (Sans vérification)
- Chlamydomonas palatina (Schmidle) G.S.West (Sans vérification)
- Chlamydomonas palatina Schmidle (Sans vérification)
- Chlamydomonas palla Butcher (Sans vérification)
- Chlamydomonas pallens Pringsheim
- Chlamydomonas pallida H.Ettl
- Chlamydomonas pallida H.W.Clark (Sans vérification)
- Chlamydomonas pallidostigmatica J.M.King
- Chlamydomonas paludosa Skvortzov (Sans vérification)
- Chlamydomonas papillata Skvortzov (Sans vérification)
- Chlamydomonas parallelistriata Korshikov
- Chlamydomonas paramucosa Schiller
- Chlamydomonas parietaria O.Dill (Sans vérification)
- Chlamydomonas parisii Bourrelly
- Chlamydomonas parkeae Ettl
- Chlamydomonas partita R.Brabez (Sans vérification)
- Chlamydomonas parvula Gerloff
- Chlamydomonas pascheriana J.H.Gerloff (Sans vérification)
- Chlamydomonas pascheriana Skvortzov (Sans vérification)
- Chlamydomonas passiva Skuja
- Chlamydomonas patellaria L.A.Whitford (Sans vérification)
- Chlamydomonas paupera A.Pascher (Sans vérification)
- Chlamydomonas paupercula Playfair
- Chlamydomonas pedalii I.A.Kisselev (Sans vérification)
- Chlamydomonas pelophila Skuja
- Chlamydomonas penioides A.Pascher (Sans vérification)
- Chlamydomonas penium Pascher
- Chlamydomonas pennata A.Pascher (Sans vérification)
- Chlamydomonas perforato-striata H.Ettl (Sans vérification)
- Chlamydomonas perigranulata S.Hirayama, R.Ueda, T.Nakayama & I.Inouye
- Chlamydomonas peritopos Skuja (Sans vérification)
- Chlamydomonas perpusilla Gerloff
- Chlamydomonas pertusa Chodat
- Chlamydomonas perty I.N.Gorozhankin (Sans vérification)
- Chlamydomonas pertyi Gorozh.
- Chlamydomonas petasus Ettl
- Chlamydomonas peterfii Gerloff
- Chlamydomonas phaseolus Skvortzov
- Chlamydomonas philothermos Kuhn & F.Moewus (Sans vérification)
- Chlamydomonas pigra Butcher (Sans vérification)
- Chlamydomonas pila H.Ettl
- Chlamydomonas piriformis J.Schiller
- Chlamydomonas pirum H.Ettl (Sans vérification)
- Chlamydomonas pisiformis O.Dill
- Chlamydomonas pisum Pascher (Sans vérification)
- Chlamydomonas pitschmannii Ettl
- Chlamydomonas planconvexa J.W.G.Lund (Sans vérification)
- Chlamydomonas planctogloea Skuja
- Chlamydomonas planoconvexa J.W.G.Lund
- Chlamydomonas platyrhyncha Korshikov
- Chlamydomonas plena Skvortzov (Sans vérification)
- Chlamydomonas plethora Butcher
- Chlamydomonas pluviale F.Wolle (Sans vérification)
- Chlamydomonas poljanskii H.Ettl (Sans vérification)
- Chlamydomonas polychloris Korshikov (Statut incertain)
- Chlamydomonas polydactyla R.Chodat (Sans vérification)
- Chlamydomonas polypyrenoides Moewus
- Chlamydomonas polypyrenoideum G.W.Prescott
- Chlamydomonas porosa Skuja (Sans vérification)
- Chlamydomonas praecox A.Pascher (Sans vérification)
- Chlamydomonas primoveris Skuja
- Chlamydomonas printzii Skvortzov (Sans vérification)
- Chlamydomonas proboscigera Korshikov
- Chlamydomonas procera K.H.O.Printz (Sans vérification)
- Chlamydomonas prokudinii Kostikov & Demchenko
- Chlamydomonas prolifera Skvortzov (Sans vérification)
- Chlamydomonas proteus E.G.Pringsheim
- Chlamydomonas protracta Pascher & Jahoda
- Chlamydomonas protracta Skvortzov (Sans vérification)
- Chlamydomonas provasolii J.J.Lee, M.E.McEnery, E.G.Kahn & F.L.Schuster
- Chlamydomonas pseudagloë Pascher
- Chlamydomonas pseudeugametos R.Brabez (Sans vérification)
- Chlamydomonas pseudintermedia Behre & Schwabe
- Chlamydomonas pseudo-elegans F.E.Fritsch & John
- Chlamydomonas pseudobadensis M.O.P.Iyengar (Sans vérification)
- Chlamydomonas pseudocaeca Ettl
- Chlamydomonas pseudoconvexa G.E.Huber-Pestalozzi (Sans vérification)
- Chlamydomonas pseudocostata Pascher & R.Jahoda
- Chlamydomonas pseudodangeardii Skvortzov
- Chlamydomonas pseudodistracta A.Pascher (Sans vérification)
- Chlamydomonas pseudoelegans F.E.Fritsch & R.P.John
- Chlamydomonas pseudoelliptica P.Bourrelly (Sans vérification)
- Chlamydomonas pseudoepiphytica M.O.P.Iyengar (Sans vérification)
- Chlamydomonas pseudofonticola Brabez
- Chlamydomonas pseudogloeogama Gerloff
- Chlamydomonas pseudohaematococcoides M.O.P.Iyengar (Sans vérification)
- Chlamydomonas pseudolunata H.Ettl
- Chlamydomonas pseudomacrostigma Péterfi
- Chlamydomonas pseudomicrosphaera J.M.King
- Chlamydomonas pseudomutabilis Ettl
- Chlamydomonas pseudopertusa Ettl
- Chlamydomonas pseudopertusa M.O.P.Iyengar
- Chlamydomonas pseudopertyi Pascher
- Chlamydomonas pseudopolypyrenoidea M.O.P.Iyengar (Sans vérification)
- Chlamydomonas pseudoprotracta G.E.Huber-Pestalozzi (Sans vérification)
- Chlamydomonas pseudopulsatilla Gerloff
- Chlamydomonas pseudorecta G.E.Huber-Pestalozzi (Sans vérification)
- Chlamydomonas pseudoregularis Ettl
- Chlamydomonas pseudoreticulata A.Pascher (Sans vérification)
- Chlamydomonas pseudorotula M.O.P.Iyengar (Sans vérification)
- Chlamydomonas pseudostellata H.Ettl (Sans vérification)
- Chlamydomonas pseudostellata M.O.P.Iyengar (Sans vérification)
- Chlamydomonas pseudotarda Bourrelly
- Chlamydomonas pseudotetraolaris M.O.P.Iyengar (Sans vérification)
- Chlamydomonas pseudotubulosa L.Péterfi
- Chlamydomonas pteromonoides R.Chodat (Sans vérification)
- Chlamydomonas pulchra Skvortzov
- Chlamydomonas pulsatilla H.W.Wollenweber
- Chlamydomonas pulvinata Vischer
- Chlamydomonas pulvisculus (O.F.Müller) Ehrenberg
- Chlamydomonas pumilio Ettl
- Chlamydomonas pumilioniformis L.Péterfi
- Chlamydomonas punctum Werneck (Sans vérification)
- Chlamydomonas pusilla Playfair
- Chlamydomonas pygmaea Reisigl
- Chlamydomonas pyramidalis Lund
- Chlamydomonas pyrenobractea H.Ettl (Sans vérification)
- Chlamydomonas pyrenodiscus H.Ettl (Sans vérification)
- Chlamydomonas pyrenogeiton A.Pascher (Sans vérification)
- Chlamydomonas pyriformis J.Schiller
- Chlamydomonas pyriformis M.O.P.Iyengar
- Chlamydomonas pyriformis Skvortzov (Sans vérification)
- Chlamydomonas quadrilobata N.Carter
- Chlamydomonas quiescens Skuja
- Chlamydomonas radiata T.R.Deason & H.C.Bold
- Chlamydomonas radiosa A.Schneider
- Chlamydomonas ranula A.Pascher
- Chlamydomonas rapa H.Ettl
- Chlamydomonas rapida R.Brabez
- Chlamydomonas rattuli Korshikov
- Chlamydomonas raudensis H.Ettl
- Chlamydomonas recta A.Pascher
- Chlamydomonas recta Skvortzov
- Chlamydomonas regularis Korshikov
- Chlamydomonas reinhardtii P.A.Dangeard (espèce type)
- Chlamydomonas reisiglii H.Ettl
- Chlamydomonas reniformis Playfair
- Chlamydomonas retronatans H.Jakubiec
- Chlamydomonas retroversa Nygaard
- Chlamydomonas rhigophilos A.Pascher
- Chlamydomonas rhinoceros H.Ettl
- Chlamydomonas rhomboidalis H.R.Christen
- Chlamydomonas rhopaloides Korshikov
- Chlamydomonas rigensis Skuja
- Chlamydomonas rigophilos Kuhn & F.Moewus
- Chlamydomonas rima Flint & Ettl
- Chlamydomonas romanica Péterfi
- Chlamydomonas rosae H.Ettl & O.Ettl
- Chlamydomonas rostrata L.S.Cienkowski
- Chlamydomonas rotifera J.H.Gerloff
- Chlamydomonas rotula Playfair
- Chlamydomonas rotunda Péterfi (Sans vérification)
- Chlamydomonas rubrifilum Korshikov
- Chlamydomonas rudolphiana A.Pascher
- Chlamydomonas rugosa Butcher
- Chlamydomonas sacculiformis Korshikov
- Chlamydomonas saccus A.Pascher
- Chlamydomonas sagene A.Pascher
- Chlamydomonas sagittula Skuja
- Chlamydomonas salinophila H.Ettl
- Chlamydomonas salviniae Skvortzov
- Chlamydomonas sanguinea N.G.Lagerheim
- Chlamydomonas saxonensis Skuja
- Chlamydomonas scalpriformis A.Pascher
- Chlamydomonas scarabaeus A.Pascher
- Chlamydomonas schilleri G.E.Huber-Pestalozzi
- Chlamydomonas schilleriana J.H.Gerloff
- Chlamydomonas schizochlora H.C.Bold
- Chlamydomonas scintillans A.Pascher
- Chlamydomonas scutula A.Pascher
- Chlamydomonas sectilis Korshikov
- Chlamydomonas securis Pascher
- Chlamydomonas sedlicensis H.Ettl
- Chlamydomonas semiampla Butcher
- Chlamydomonas serbinowi (N.Wille) K.H.O.Printz
- Chlamydomonas sessilis Korshikov
- Chlamydomonas sestinensis Gerloff
- Chlamydomonas shawii Skvortzov
- Chlamydomonas sichuanensis H.J.Hu & S.Chen
- Chlamydomonas siderogloea Pascher & R.Johoda
- Chlamydomonas sigmoidea A.Pascher
- Chlamydomonas silesiae F.Moewus
- Chlamydomonas similis Korshikov
- Chlamydomonas simplex Pascher
- Chlamydomonas simulans (B.Fott) G.E.Huber-Pestalozii
- Chlamydomonas simulans A.Pascher
- Chlamydomonas sinica Skvortzov
- Chlamydomonas skujae A.Pascher
- Chlamydomonas skujae J.K.Anakhin
- Chlamydomonas skvortzovi H.Ettl & O.Ettl
- Chlamydomonas skvortzowiana G.E.Huber-Pestalozzi
- Chlamydomonas smithiana A.Pascher
- Chlamydomonas smithii R.W.Howshaw & H.Ettl
- Chlamydomonas snowiae Printz
- Chlamydomonas soederi H.Ettl
- Chlamydomonas solida A.Pascher
- Chlamydomonas solida Skvortzov
- Chlamydomonas soosensis R.Brabez
- Chlamydomonas sordida Ettl
- Chlamydomonas speciosa Korshikov
- Chlamydomonas sphaera (J.Schiller) J.H.Gerloff
- Chlamydomonas sphaerella E.G.Pringsheim
- Chlamydomonas sphaerica Migula (Statut incertain)
- Chlamydomonas sphagnicola (F.E.Fritsch) F.E.Fritsch & H.Takeda
- Chlamydomonas sphagnophila Pascher
- Chlamydomonas spinifera Ettl
- Chlamydomonas spinosa H.Ettl
- Chlamydomonas spirochloris G.Nygaard
- Chlamydomonas spirogyroides H.Ettl
- Chlamydomonas splendida L.Péterfi (Sans vérification)
- Chlamydomonas spreta Butcher
- Chlamydomonas springeri J.Schiller
- Chlamydomonas squalens A.Pascher
- Chlamydomonas stagnalis Skvortzov
- Chlamydomonas stagnophila Butcher
- Chlamydomonas starrii H.Ettl
- Chlamydomonas steinii Gorozhankin
- Chlamydomonas stellata O.Dill
- Chlamydomonas stelliformis H.Ettl
- Chlamydomonas stercoraria E.G.Pringsheim
- Chlamydomonas stigmata Skvortzov
- Chlamydomonas strepta F.Moewus
- Chlamydomonas striata Korshikov
- Chlamydomonas striolatus H.J.Hu & S.Chen
- Chlamydomonas strohschneideri A.Pascher (Sans vérification)
- Chlamydomonas subanguliformis H.Ettl (Sans vérification)
- Chlamydomonas subangulosa Fritsch & John
- Chlamydomonas subannulata C.C.Jao & H.J.Hu
- Chlamydomonas subasymmetrica A.Pascher (Sans vérification)
- Chlamydomonas subcaudata Wille
- Chlamydomonas subcomposita A.Pascher (Sans vérification)
- Chlamydomonas subconica P.Gayral & A.Sasson
- Chlamydomonas subcylindracea Korshikov
- Chlamydomonas subcylindrica H.Ettl & O.Ettl (Sans vérification)
- Chlamydomonas subehrenbergii Butcher
- Chlamydomonas subfusiformis Gerloff
- Chlamydomonas submarina Verschaffelt
- Chlamydomonas suboogama E.Tschermak-Woess
- Chlamydomonas subradiata Pascher
- Chlamydomonas subreticulata Pascher
- Chlamydomonas subtilis Pringsheim
- Chlamydomonas sungariensis Skvortzov (Sans vérification)
- Chlamydomonas superiora Skvortzov (Sans vérification)
- Chlamydomonas surtseyiensis D.J.Uhlik & H.C.Bold
- Chlamydomonas svitaviensis H.Ettl (Sans vérification)
- Chlamydomonas sylvicola R.Chodat (Sans vérification)
- Chlamydomonas synoica (F.Moewus) Kuhn & F.Moewus (Sans vérification)
- Chlamydomonas tarda A.Pascher (Sans vérification)
- Chlamydomonas tatrica B.Fott (Sans vérification)
- Chlamydomonas taurangensis G.I.Playfair
- Chlamydomonas tauros A.Pascher (Sans vérification)
- Chlamydomonas tecta Skuja (Sans vérification)
- Chlamydomonas tenebraria Skuja (Sans vérification)
- Chlamydomonas teodorescui L.Péterfi
- Chlamydomonas teractidis M.O.P.Iyengar (Sans vérification)
- Chlamydomonas teres H.R.Christen (Sans vérification)
- Chlamydomonas terrestris J.B.Petersen
- Chlamydomonas terricola Gerloff
- Chlamydomonas testudo H.Ettl (Sans vérification)
- Chlamydomonas tetrabaena Diesing (Sans vérification)
- Chlamydomonas tetrachloris Moewus (Sans vérification)
- Chlamydomonas tetragama (Bohlin) Wille
- Chlamydomonas tetraolaris H.W.Wollenweber (Sans vérification)
- Chlamydomonas tetras Lund
- Chlamydomonas tetravacuolata Ettl
- Chlamydomonas texensis J.M.King
- Chlamydomonas thiophila H.Ettl
- Chlamydomonas thomassonii H.Ettl
- Chlamydomonas tingens Braun (Statut incertain)
- Chlamydomonas tornensis Skuja (Sans vérification)
- Chlamydomonas toveli L.Provasoli
- Chlamydomonas tremulans Skuja
- Chlamydomonas triangularis J.Schiller (Sans vérification)
- Chlamydomonas triplicanensis M.O.P.Iyengar (Sans vérification)
- Chlamydomonas trulla A.Pascher (Sans vérification)
- Chlamydomonas truncata A.Pascher & R.Jahoda (Sans vérification)
- Chlamydomonas truncata F.E.Fritsch & M.F.Rich
- Chlamydomonas tuberosa Skvortzov (Sans vérification)
- Chlamydomonas tubulata A.Pascher & R.Jahoda (Sans vérification)
- Chlamydomonas tumida A.Schneider (Sans vérification)
- Chlamydomonas tumida Skvortzov (Sans vérification)
- Chlamydomonas turicensis H.R.Christen (Sans vérification)
- Chlamydomonas typica T.R.Deason & H.C.Bold
- Chlamydomonas ucrainica Demchenko, Massalski, Kostikov & Hoffmann
- Chlamydomonas uglanii I.A.Kisselev (Sans vérification)
- Chlamydomonas ulla Skuja (Sans vérification)
- Chlamydomonas ulotrichae M.O.P.Iyengar (Sans vérification)
- Chlamydomonas ulvaensis Lewin
- Chlamydomonas umbonata Pascher
- Chlamydomonas urceolata K.H.O.Printz (Sans vérification)
- Chlamydomonas vacuolata J.Sieminska (Sans vérification)
- Chlamydomonas van-straelenii W.Conrad (Sans vérification)
- Chlamydomonas varians Lund
- Chlamydomonas vectensis Butcher (Sans vérification)
- Chlamydomonas venusta A.Pascher (Sans vérification)
- Chlamydomonas versicolor Ettl
- Chlamydomonas vestita A.Pascher (Sans vérification)
- Chlamydomonas vibratilis L.Péterfi (Sans vérification)
- Chlamydomonas virgata Pascher
- Chlamydomonas viridemaculata A.Pascher (Sans vérification)
- Chlamydomonas vlastae M.Chadefaud (Sans vérification)
- Chlamydomonas volvocicola M.O.P.Iyengar (Sans vérification)
- Chlamydomonas vorhiesi D.T.Jones (Sans vérification)
- Chlamydomonas vorhiesi R.Kirkpatrick (Sans vérification)
- Chlamydomonas waldenburgensis F.Moewus (Sans vérification)
- Chlamydomonas wuhanensis Y.X.Wei
- Chlamydomonas yellowstonensis E.Kol (Sans vérification)
- Chlamydomonas zebra Korschikov
- Chlamydomonas zerovii Romanenko
- Chlamydomonas zygnemoides A.Pascher (Sans vérification)

Selon ITIS (5 mai 2013) :
- Chlamydomonas angulosa Dill.
- Chlamydomonas augustae Skuja
- Chlamydomonas bebaryana Gorosch.
- Chlamydomonas biciliata Korsch.
- Chlamydomonas bolyaiana Kol.
- Chlamydomonas brachyura G. S. West
- Chlamydomonas braunii Gorosch.
- Chlamydomonas bullosa Butcher
- Chlamydomonas caudata Wille
- Chlamydomonas cienkowskii Schmidle
- Chlamydomonas coccifera Gorosch.
- Chlamydomonas coccoides Butcher
- Chlamydomonas communis Show
- Chlamydomonas dangeardii Chimiel.
- Chlamydomonas dinobryonii G. M. Smith, 1920
- Chlamydomonas dorsoventralis Pascher
- Chlamydomonas dysosmos Moewus, 1931
- Chlamydomonas ehrenbergii Gorosch.
- Chlamydomonas epiphytica G. M. Smith
- Chlamydomonas eugametos Moewus, 1931
- Chlamydomonas fenestrata Whitford
- Chlamydomonas frigida Skuja
- Chlamydomonas globosa Snow
- Chlamydomonas globus Show
- Chlamydomonas gloeogama Korschikoff
- Chlamydomonas gloeopara Rodhe & Skuja
- Chlamydomonas gracilis Snow
- Chlamydomonas gregaria
- Chlamydomonas hallensis
- Chlamydomonas hedleyi Lee, & Al., 1974
- Chlamydomonas humicola Lucksch, 1932
- Chlamydomonas incerta Pascher
- Chlamydomonas intermedia Chodat
- Chlamydomonas komma Skuja
- Chlamydomonas monadina Stein
- Chlamydomonas monoica Strehlow
- Chlamydomonas monpulsata Butcher
- Chlamydomonas mucicola Schmidle
- Chlamydomonas nasuta Korschikoff
- Chlamydomonas neinhardii Palmer
- Chlamydomonas nomadina
- Chlamydomonas ohioensis Wailes
- Chlamydomonas oogamum Moewus
- Chlamydomonas palla Butcher
- Chlamydomonas parkeae Etti
- Chlamydomonas patellaria Whitford
- Chlamydomonas penium Pascher
- Chlamydomonas pertusa Chodat
- Chlamydomonas pertyi Goroshankin
- Chlamydomonas pigra Butcher
- Chlamydomonas platystigma Pascher
- Chlamydomonas plethora Butcher
- Chlamydomonas polypyrenoideum Prescott
- Chlamydomonas proteus Pringsheim, 1930
- Chlamydomonas provasolii Lee, & Al., 1979
- Chlamydomonas pseudagloe Pascher, 1927
- Chlamydomonas pseudococcum Lucksch, 1932
- Chlamydomonas pseudopertyi Pascher, 1927
- Chlamydomonas pulchra Pringsheim, 1930
- Chlamydomonas pulsatilla Wohlenw.
- Chlamydomonas pulvisculus (O. F. Mueller) G. C. Ehrenberg
- Chlamydomonas quadrilobata N. Carter
- Chlamydomonas reginae Etti & Green
- Chlamydomonas reinhardtii Dangeard, 1899
- Chlamydomonas rotula
- Chlamydomonas rugosa Butcher
- Chlamydomonas sagittula Skuja
- Chlamydomonas sanguinea Lagerheim
- Chlamydomonas semiampla Butcher
- Chlamydomonas snowiae Printz
- Chlamydomonas snowii Printz, 1914
- Chlamydomonas sphagnicola Fritsch & Rich
- Chlamydomonas spreta Butcher
- Chlamydomonas stagnophila Butcher
- Chlamydomonas subasymmetrica
- Chlamydomonas subcaudata Wille
- Chlamydomonas subehrenbergii Butcher
- Chlamydomonas submarina Verschaffelt
- Chlamydomonas uva-maris
- Chlamydomonas vectensis
- Chlamydomonas vernalis Skuja
- Chlamydomonas yellowstonensis Kol.

Selon World Register of Marine Species (5 mai 2013) :
- Chlamydomonas acidophila Negoro, 1944
- Chlamydomonas agloeformis Pascher, 1927
- Chlamydomonas allensworthii Starr, Marner & Jaenicke, 1995
- Chlamydomonas applanata Pringsheim, 1930
- Chlamydomonas astigmata M.W.Spargo, 1913
- Chlamydomonas asymmetrica Korshikov, 1927
- Chlamydomonas augustae Skuja, 1943
- Chlamydomonas bacca Ettl, 1965
- Chlamydomonas bacillus Pascher & R.Jahoda, 1928
- Chlamydomonas badensis Moewus, 1931
- Chlamydomonas bicocca Pascher, 1927
- Chlamydomonas bilatus H.Ettl, 1965
- Chlamydomonas botryopara Rodhe & Skuja, 1949
- Chlamydomonas braunii Gorozhankin, 1890
- Chlamydomonas callosa Gerloff, 1904
- Chlamydomonas callunae Ettl, 1976
- Chlamydomonas carolii Ettl, 1976
- Chlamydomonas caudata Wille
- Chlamydomonas chadefaudii Bourrelly, 1951
- Chlamydomonas chlamydogama Bold, 1949
- Chlamydomonas chlorastera Ettl, 1968
- Chlamydomonas coccoides Butcher, 1959
- Chlamydomonas concordia J.C.Green, Neuville & Daste, 1978
- Chlamydomonas debaryana Goroschankin, 1891
- Chlamydomonas desmidii P.Kugrens & S.G.Delivopoulos, 1986
- Chlamydomonas dinobryonis G.M.Smith, 1920
- Chlamydomonas dorsoventralis Pascher, 1927
- Chlamydomonas duplex Skuja, 1956
- Chlamydomonas epibiotica Ettl
- Chlamydomonas epiphytica I.A.Kisselev
- Chlamydomonas euryale R.A.Lewin, 1957
- Chlamydomonas eustigma Ettl
- Chlamydomonas fottii J.M.King, 1972
- Chlamydomonas gerloffii Ettl, 1965
- Chlamydomonas globosa J.W.Snow, 1902
- Chlamydomonas globulosa Perty
- Chlamydomonas gloeopara Rodhe & Skuja, 1948
- Chlamydomonas gloeophila Skuja
- Chlamydomonas gyrus Pascher, 1927
- Chlamydomonas hedleyi J.J.Lee, L.J.Crockett, J.Hagen & R.Stone, 1974
- Chlamydomonas hydra Ettl, 1965
- Chlamydomonas inflexa Pringsheim
- Chlamydomonas isabeliensis J.M.King, 1972
- Chlamydomonas komarekii Ettl, 1976
- Chlamydomonas lacustris L.S.Péterfi, 1966
- Chlamydomonas leiostraca (Strehlow) H.Ettl, 1958
- Chlamydomonas lundii H.Ettl & O.Ettl, 1959
- Chlamydomonas macrostellata J.W.G.Lund, 1947
- Chlamydomonas magnusii J.Reinke
- Chlamydomonas marina F.J.Cohn
- Chlamydomonas marvanii Ettl
- Chlamydomonas melanospora R.A.Lewin, 1975
- Chlamydomonas meslinii Bourrelly, 1951
- Chlamydomonas microscopica G.S.West
- Chlamydomonas minuta Pringsheim
- Chlamydomonas minutissima Korschikoff
- Chlamydomonas moewusii Gerloff, 1940
- Chlamydomonas mucicola Schmidle
- Chlamydomonas multitaeniata Korschikov, 1927
- Chlamydomonas mutabilis Gerloff, 1940
- Chlamydomonas nivalis (F.A.Bauer) Wille, 1903
- Chlamydomonas noctigama Korschikov, 1927
- Chlamydomonas obesa Ettl, 1965
- Chlamydomonas oblonga Pringsheim, 1930
- Chlamydomonas oviformis Pringsheim
- Chlamydomonas pallens Pringsheim, 1963
- Chlamydomonas parallelistriata Korshikov, 1927
- Chlamydomonas parisii Bourrelly
- Chlamydomonas parkeae Ettl, 1967
- Chlamydomonas perigranulata S.Hirayama, R.Ueda, T.Nakayama & I.Inouye, 2001
- Chlamydomonas perpusilla Gerloff, 1940
- Chlamydomonas pertyi Gorozh.
- Chlamydomonas petasus Ettl, 1965
- Chlamydomonas pila Ettl, 1965
- Chlamydomonas pitschmannii Ettl, 1976
- Chlamydomonas planctogloea Skuja
- Chlamydomonas plethora Butcher, 1959
- Chlamydomonas polypyrenoides Moewus, 1931
- Chlamydomonas polypyrenoideum G.W.Prescott, 1944
- Chlamydomonas proteus Pringsheim
- Chlamydomonas provasolii J.J.Lee, M.E.McEnery, E.G.Kahn & F.L.Schuster, 1979
- Chlamydomonas pseudagloë Pascher, 1927
- Chlamydomonas pseudocostata Pascher & R.Jahoda, 1928
- Chlamydomonas pseudomacrostigma Péterfi, 1968
- Chlamydomonas pseudomicrosphaera J.M.King, 1972
- Chlamydomonas pseudopertusa Ettl, 1965
- Chlamydomonas pseudoregularis Ettl, 1976
- Chlamydomonas pseudotarda Bourrelly
- Chlamydomonas pulsatila H.W.Wollenweber, 1926
- Chlamydomonas pulsatilla H.Wollenweber, 1926
- Chlamydomonas pulvinata Vischer, 1927
- Chlamydomonas pulvisculus (O.F.Müller) Ehrenberg, 1833
- Chlamydomonas quadrilobata N.Carter, 1937
- Chlamydomonas reginae Ettl & Green, 1973
- Chlamydomonas sordida Ettl
- Chlamydomonas sphagnicola (F.E.Fritsch) F.E.Fritsch & Takeda, 1916
- Chlamydomonas surtseyiensis D.J.Uhlik & H.C.Bold, 1970
- Chlamydomonas tetravacuolata Ettl
- Chlamydomonas tingens
- Chlamydomonas typica T.R.Deason & Bold, 1960
- Chlamydomonas virgata Pascher
- Chlamydomonas vulgaris J.K.Anakhin